# マツダ・雄
マツダ・雄（マツダ・たけり、Mazda TAKERI ）は、マツダが製作したコンセプトカーである。

## 概要
2011年の第42回東京モーターショーでワールドプレミアされた。
2010年に発表されたデザインスタディモデルの「靭（SHINARI ）」、2011年3月のサロン・アンテルナショナル・ド・ロトで発表された「勢（MINAGI /ミナギ）」（CX-5の原型となったコンセプトカー）に続いて採用されたデザインコンセプト「魂動」（こどう、Soul of Motion ）を体現化したスタイリングとされており、同時に、「誰もが直感できるセダンらしさ」と「エモーショナルで突き抜けた魅力」への挑戦でもあった。
メカニズムについてはスカイアクティブテクノロジーをエンジン、ボディ、シャシ、トランスミッションの全てに反映させている。
加えて、アイドリングストップシステムi-stopやマツダ初の回生装置となる「i-ELOOP（アイ・イーループ）」も装備し、これらはのちに発売された3代目アテンザ（＝3代目MAZDA6）に搭載されることになる。

## 主要諸元
- 全長 - 4,850mm
- 全幅 - 1,870mm
- 全高 - 1,430mm
- ホイールベース - 2,830mm
- フロントサスペンション - ストラット
- リアサスペンション - マルチリンク
- トランスミッション - 6AT